# دنكان ريجير
دنكان ريجير هو فنان ونحات ورسام وملاكم وكاتب وممثل كندي، ولد في 5 أكتوبر 1952 في كندا.

## أعمال

### مسلسلات
- ديب سبيس ناين

## وصلات خارجية
- دنكان ريجير على موقع IMDb (الإنجليزية)
- دنكان ريجير على موقع ألو سيني (الفرنسية)
- دنكان ريجير على موقع أول موفي (الإنجليزية)
- دنكان ريجير على موقع قاعدة بيانات الأفلام السويدية (السويدية)
- دنكان ريجير على موقع إن إن دي بي (الإنجليزية)
- دنكان ريجير على موقع قاعدة بيانات الفيلم (الإنجليزية)
- دنكان ريجير على موقع كينوبويسك (الروسية)